# Каналнуово (Ровиго)
Каналнуово је насеље у Италији у округу Ровиго, региону Венето.
Према процени из 2011. у насељу је живело 248 становника. Насеље се налази на надморској висини од 4 м.